# Len Allen
Leonard John „Len” Allen (ur. 22 marca 1931 w Londynie, zm. 11 kwietnia 2022 w Tooting) – brytyjski zapaśnik walczący w stylu wolnym. Olimpijczyk z Tokio w 1964, gdzie odpadł w eliminacjach w kategorii 78 kg. Brązowy medalista igrzysk Imperium Brytyjskiego i Wspólnoty Brytyjskiej w 1962 roku, gdzie reprezentował Anglię.
- Turniej w Tokio w 1964

Pokonał Shakara Khan Shakara z Afganistanu, a przegrał z Julio Graffigną z Argentyny i Madho Singhiem z Indii.